# Svážný pahrbek

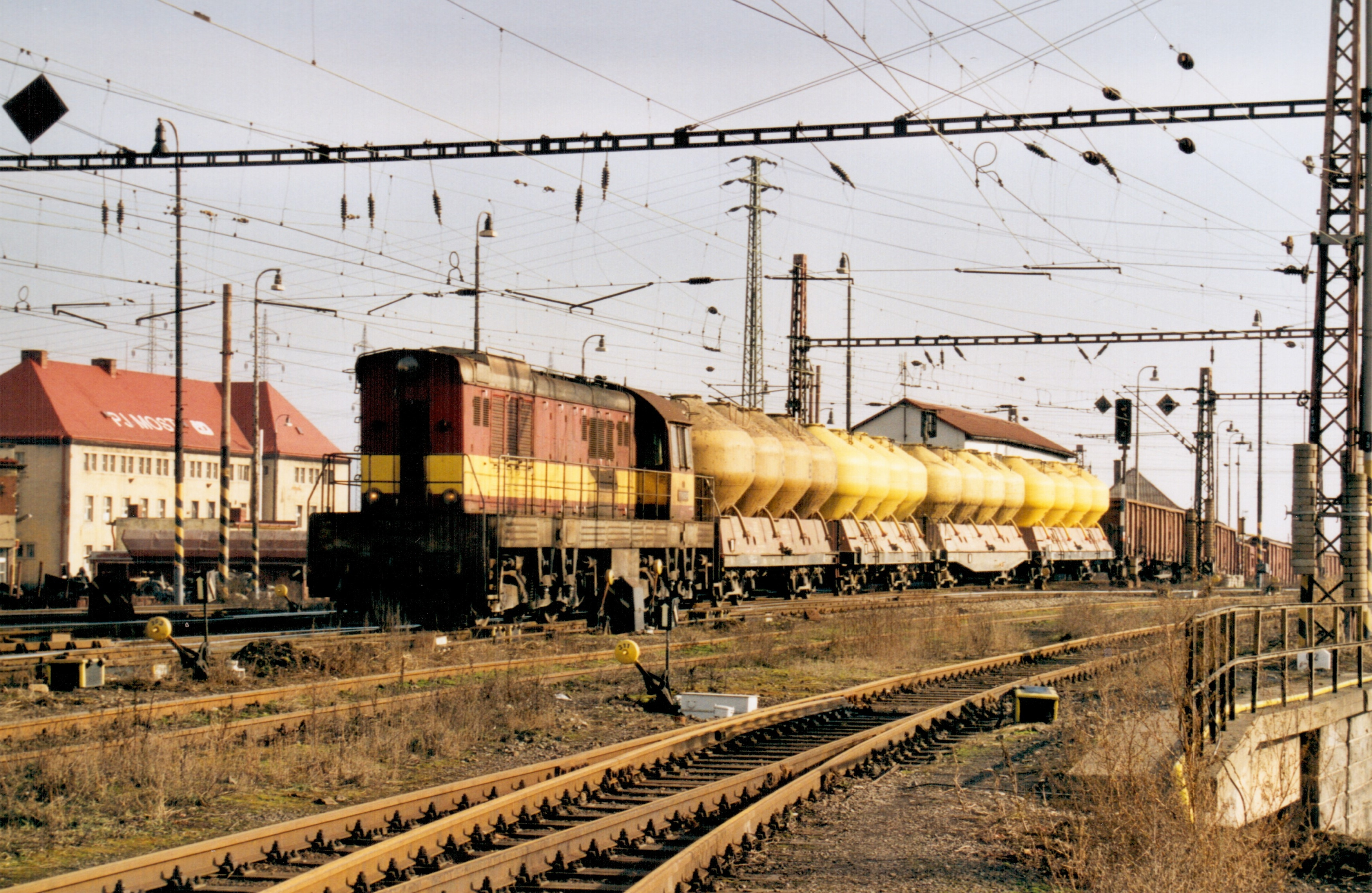
Posun na svážném pahrbku ve stanici Most nové nádraží

Svážný pahrbek nebo spádoviště je na železnici obvyklá součást seřaďovacího nádraží. Jedná se o úsek koleje, který je o několik desítek centimetrů vyvýšen oproti okolním. Slouží pro gravitační posun.
Princip svážného pahrbku je jednoduchý:
Lokomotiva na pahrbek pomalu sune řadu odbrzděných vozů, mezi kterými jsou povolené šroubovky. Před vrcholem pahrbku jsou vozy vlastní tíhou stlačeny, čímž se šroubovky na tažných hácích uvolní a posunovač stojící vedle vozů šroubovky rozvěsí na potřebných místech dřevěnou tyčí. Po překonání vrcholu pahrbku jednotlivé vozy nebo skupiny vozů (tzv. odvěsy) vlastní tíhou postupně sjíždějí (vozy jsou spouštěny) po jeho opačné straně přes soustavu výhybek na příslušné směrové koleje. Ihned po projetí daného odvěsu výhybkami jsou výhybky přestaveny do požadované polohy pro jízdu dalšího odvěsu. Rychlost pohybu odvěsů bývá ještě regulována kolejovou brzdou; zastavují se pomocí zarážek nebo nárazem do již zastavených vozů.
Provoz lokomotivy u pahrbku řídí speciální spádovištní návěstidlo.
Svážný pahrbek se nachází na všech seřaďovacích nádražích (např. Nymburk, Most nové nádraží, Ostrava levé a pravé nádraží, Brno-Maloměřice, Česká Třebová a další) i na jiných větších nádražích, kde je to pro velký počet posunovaných vozů účelné (např. Břeclav, Kralupy nad Vltavou, Praha-Libeň, Pardubice).